# Odległość międzykolcowa
Odległość międzykolcowa (łac. distantia spinarum) – jest jednym z wymiarów miednicy kostnej, który jest wykonywany u kobiety ciężarnej w pozycji leżącej lub stojącej.
Badanie przeprowadza się z użyciem miednicomierza. Przyrząd przykładany jest do zewnętrznych brzegów kolców biodrowych przednich górnych. Odległość między nimi powinna prawidłowo wynosić 25–26 cm. Oprócz odległości międzykolcowej wyróżnia się również odległość międzygrzebieniową, międzykrętarzową oraz sprzężnę zewnętrzną.